# Wagram (krawędź)
Wagram - krawędź dzieląca Pogórze Weinviertel od Kotliny Tullneńskiej i niziny Morawskiego Pola w Dolnej Austrii. 
Krawędź Wagram rozciąga się między dolinami rzek Kamp na zachodzie i Morawy na wschodzie. Stanowi wysokie na 10–30 m urwisko pochodzenia erozyjnego, rozcięte dolinami niewielkich rzek Schmida, Göllersbach, Rußbach i Weidenbach. Krawędź została utworzona przez Dunaj - pierwotnie stanowiła jego brzeg, a później stała się krawędzią terasy rzecznej. Krawędź przecina warstwy osadów - żwiru dunajskiego z epoki lodowcowej, lessu i iłu.